# Deno
Deno (bułg. Дено) – szczyt w paśmie górskim Riła, w Bułgarii, o wysokości 2790 m n.p.m.